# Breeders (série télévisée)
Pour le groupe de rock, voir The Breeders.
Breeders est une série télévisée britannique en quarante épisodes d'environ 30 minutes créée par Martin Freeman, Chris Addison et Simon Blackwell, et diffusée entre le 2 mars 2020 et le 25 septembre 2023 sur FX aux États-Unis, et à partir du 12 mars 2020 sur Sky1.
En France, la série est disponible sur la plateforme de streaming à la demande MyCanal. Elle reste inédite dans les autres pays francophones.

## Synopsis

### Fiche technique
Sauf indication contraire, les informations mentionnées dans cette section peuvent être confirmées par la base de données cinématographiques IMDb,  présente dans la section « Liens externes ».
- Titre original et français : Breeders
- Création : Martin Freeman, Chris Addison et Simon Blackwell
- Pays d’origine :  Royaume-Uni
- Langue originale : Anglais
- Format : couleur
- Date de diffusion :
  -  États-Unis : 2 mars 2020 sur FX
  -  Royaume-Uni : 12 mars 2020 sur Sky1

## Distribution

### Acteurs principaux
- Martin Freeman (VF : Julien Sibre) : Paul
- Daisy Haggard (en) (VF : Audrey Sourdive) : Ally
- Alun Armstrong (VF : Frédéric Cerdal) : Jim
- Jayda Eyles puis Eve Prenelle (VF : Maryne Bertieaux) : Ava
- Joanna Bacon (VF : Évelyne Grandjean) : Jackie
- Patrick Baladi (en) (VF : Laurent Maurel) : Darren
- Stella Gonet (en) (VF : Annie Sinigalia) : Leah
- Alex Eastwood (VF : Tom Trouffier) : Luke
- George Wakeman (VF : Cécile Gatto) : Luke jeune

### Acteurs récurrents
- Tim Steed (VF : Nicolas Dangoise) : Carl
- Hugh Quarshie (VF : Thierry Desroses) : Alex
- Michael McKean (VF : Bernard Lanneau) : Michael
- Shvorne Marks (VF : Fily Keita) : Nadia
- Indra Ové (VF : Déborah Claude) : Keeley
- Jordan A. Nash : Jacob
- Andi Osho : Susie
- Sally Phillips (VF : Anne Rondeleux) : Gabby
- Enzo Cilenti : George

 Source et légende : version française (VF) sur RS Doublage et Doublage Séries Database

## Épisodes

### Première saison (2020)
1. No Sleep
2. No Places
3. No Accident
4. No Lies
5. No Dad
6. No Talking
7. No Exit
8. No Honeymoon
9. No Cure Part 1
10. No Cure Part 2

### Deuxième saison (2021)
1. No Surrender
2. No Fear
3. No Connection
4. No Faith
5. No Baby
6. No Choice
7. No Excuses
8. No Friends
9. No Power Part I
10. No Power Part II

### Troisième saison (2022)
1. No Direction Home
2. No Worries
3. No Comfort
4. No Body
5. No Can Do
6. No Show
7. No Pressure
8. No Way Back
9. No More Part One
10. No More Part Two

### Quatrième saison (2023)
1. Noël
2. No Alternative
3. No Age
4. No Dinner
5. No Regrets
6. No Arseholes
7. No Kids
8. No Control
9. No Matter What: Part One
10. No Matter What: Part Two